# Euthalia chalcedonides
Euthalia chalcedonides är en fjärilsart som beskrevs av Hans Fruhstorfer 1913. Euthalia chalcedonides ingår i släktet Euthalia och familjen praktfjärilar. Inga underarter finns listade i Catalogue of Life.